# Нерянин, Андрей Георгиевич
Андре́й Гео́ргиевич Неря́нин (после Второй мировой войны был известен как Михаил Андреевич Алдан; 24 октября 1904, пос. Юрюзанский завод Уфимской губернии — 10 января 1957, Вашингтон, США) — полковник Красной армии. Участник «власовского» движения. Начальник оперативного отдела штаба вооружённых сил Комитета освобождения народов России (КОНР).

## Семья и образование
Родился в рабочей семье на Урале, до прихода к власти большевиков получил образование в церковно-приходской школе. Окончил Томскую пехотную школу Сибирского военного округа, Военную академию имени М. В. Фрунзе (1934), Военную академию Генерального штаба (1939).

## Военная служба
С 1919 служил в Красной армии, в том же году вступил в Коммунистическую партию. Воевал на Восточном фронте Первой мировой войны, затем проходил службу в Сибири и на Дальнем Востоке — вначале рядовым, а после окончания пехотной школы — командиром пулемётного взвода.
- В 1927—1931 служил в первой Тихоокеанской стрелковой дивизии Дальневосточной армии (командир взвода пулемётной школы, помощник командира роты, начальник учебной команды, временный помощник начальника штаба полка).
- В 1931—1934 учился в Военной академии имени М. В. Фрунзе.
- В 1934—1937 служил в Белорусском военном округе (начальник первой части штаба 34-го управления военно-строительных работ, временный начальник штаба Мозырского укрепрайона, начальник первой части этого штаба).
- В 1937—1939 учился в Военной академии Генерального штаба.
- В 1939—1941 — начальник оперативного отдела — заместитель начальника штаба Уральского военного округа.
- В 1941—1942 — начальник оперативного отдела — заместитель начальника штаба 22-й армии Западного фронта.
- В 1942 — начальник оперативного отдела — заместитель начальника штаба 52-й армии. В этом же году попал в плен.

Маршал Борис Шапошников в 1939 году назвал Нерянина «самым блестящим офицером Красной армии». Генерал Пётр Григоренко, его однокурсник по Академии Генерального штаба, вспоминал: 

Нерянина я знал по особому. Очень серьёзный, умный офицер, хорошо схватывает новое, не боится высказать своё мнение и покритиковать начальство. Его выступления на партсобраниях носили острый и деловой характер. Часто бывало так, что либо он поднимал острый, злободневный вопрос, а я выступал в поддержку, либо наоборот. Наши друзья называли нас парой бунтарей. В тактике он был авторитет для всех его сотоварищей; политически он был одним из наиболее подготовленных. На семинарах высказывал независимые суждения. Был довольно основательно начитан в философских вопросах. И вот этот человек, которого я брал себе за образец, оказался тоже во власовском движении. Я так знал этого человека, что никто не мог бы убедить меня, что он пошел на этот шаг из нечестных мотивов. Он, может, и ошибается, думал я, но у него не может не быть убеждения — честного и, с его точки зрения, благородного.

## «Власовец»
В плену выразил желание сотрудничать с немецкими властями, прошёл обучение на курсах пропагандистов в лагере Вульгайде, работал в отделе пропаганды «Винета» в Берлине. С 1944 — начальник оперативного отдела штаба вооружённых сил Комитета освобождения народов России (КОНР) под руководством генерал-лейтенанта Андрея Власова (непосредственным начальником Нерянина в штабе был генерал Фёдор Трухин).

## Эмигрант
В мае 1945 был интернирован американцами. Не был выдан советским властям, так как бежал из лагеря военнопленных по канализационной трубе. Жил в Мюнхене. С 1948 — председатель Союза воинов освободительного движения (СВОД), объединявшего часть бывших «власовцев», член центрального бюро Союза борьбы за освобождение народов России (СБОНР). Был одним из учредителей и членом совета Института по изучению истории и культуры СССР в Мюнхене.
С 1953 жил в США, где занимался преподавательской деятельностью в военных учебных заведениях, читал лекции о Советской армии в Министерстве обороны США. Мемуарист, автор книги «Армия обречённых» (Нью-Йорк, 1969), изданной под фамилией Алдан.